# Pareisactus evrostos
Pareisactus evrostos es la única especie conocida del género extinto Pareisactus  de dinosaurio ornitópodo rabdodóntido, que vivió a finales del período Cretácico, hace entre 67,5 a66 millones de años durante el Maastrichtiense, en lo que es hoy Europa. Sus restos han sido encontrados en rocas que datan del Cretácico Superior del Miembro Conquès de la Formación Tremp en los Pirineos meridionales de España. La especie tipo y única conocida es P. evrostos, la cual fue nombrada a partir de una única escápula.